# William Alvin Howard
William Alvin Howard (1926) é um lógico matemático estadunidense.
Howard obteve um doutorado em 1956 na Universidade de Chicago, orientado por Saunders Mac Lane e André Weil, com a tese k-fold recursion and well-ordering. Foi na década de 1960 professor da Universidade Estadual da Pensilvânia e depois da Universidade do Illinois em Chicago. É fellow da American Mathematical Society.
Howard mostrou com Haskell Curry (em trabalhos desde a década de 1930) uma analogia (isomorfismo de Curry-Howard) entre lógica intuicionista e cálculo lambda.

## Obras
- The formulae-as-types notion of construction, Manuskript aus dem Jahr 1969, in Jonathan Seldin, Roger Hindley (Eds.): To H.B. Curry: Essays on Combinatory Logic, Lambda Calculus and Formalism, Boston, Academic Press 1980, p. 479 (correspondência Curry-Howard)
- A system of abstract constructive ordinals, Journal of Symbolic Logic, Volume 37 1972, p. 355–374  (Bachmann-Howard-Ordinalzahlen)